# Доходный дом Захаровых
Доходный дом Заха́ровых — историческое здание в Санкт-Петербурге на пересечении Клинского проспекта и Серпуховской улицы, построено по собственному проекту архитектора Алексея Захарова и считается лучшим произведением зодчего. Майоликовый декор здания создал художник-керамист Пётр Ваулин.

## История
В конце XIX века земля под будущим доходным домом принадлежала купцу и владельцу кирпичного завода А. В. Захарову. От него половину участка унаследовал сын, будущий архитектор Алексей Захаров. В 1912—1913 годах он построил по собственному проекту выразительный дом в стиле «северного модерна», стилистически перекликающийся с расположенным неподалёку домом Латышской церкви авторства Алексея Бубыря. Сам архитектор жил в соседнем доме № 17/16, там же находилась его мастерская. В 1913-м году, вскоре после окончания строительства, Захаров поехал на обучение в США и из-за начала Первой Мировой войны не смог более вернуться в Россию. В доме Захаровых до революции квартиру № 6 занимали ясли на 50 детей Забалканско-Нарвского отделения Общества попечения о бедных и больных детях.
Фасад дома Захарова сложен из глазурованного кирпича малинового оттенка, цокольный этаж оформлен серым гранитом скальной фактуры, верхнюю кромку которого украшают стилизованные хвойные деревья. Композиция фасада выстроена из пяти разновеликих эркеров, разделённых тёмной штукатуркой. Венчают здание высокие щипцы, а угол на пересечении двух улиц украшает пирамидальная башня. Главным элементом декора является керамика — по изначальному проекту даже кровля угловой башни была выложена глазурованной черепицей. Овальное окно мансарды обрамляет растительный орнамент и две композиции из цветов.
В ряду петербургских доходных домов начала XX века века дом Захарова выделяет майоликовое убранство, практически не имеющее аналогов среди зданий русского модерна. Майоликовые панно и рельефы в интерьере создал художник-керамист П. К. Ваулин. Автором камина в главном вестибюле предположительно является художник Александр Головин, хотя долгое время создателем эскизов считался Михаил Врубель. Широкий верхний фасад камина украшен композицией с двумя павлинами, амфорой и цветами, выполненной в аппликационной технике.
В 2018 году в здании проводился капитальный ремонт. В процессе работ с фасадов здания сняли штукатурку вместе с исторической лепниной.